# پورشه سوپرکاپ
پورشه سوپرکاپ (انگلیسی: Porsche Supercup) یک رقابت بین‌المللی اتومبیل‌رانی تک‌مدل است که پشتوانهٔ رقابت‌های فرمول یک فدراسیون بین‌المللی اتومبیل‌رانی است.
تمامی مسابقه‌دهندگان این رقابت‌ها، پورشه ۹۱۱ جی‌تی۳ می‌رانند و به‌طور میانگین، ۲۴ خودرو در آن شرکت دارند. بیشتر پیست‌های انتخابی برای این مسابقه‌ها در اروپا واقع شده‌است، گرچه گاهی نیز در پیست بین‌المللی بحرین، پیست یاس مارینا و پیست هرمانوس رودریگز مکزیک برگزار می‌شود.